# Salacia
Salacia L. – rodzaj roślin należący do rodziny dławiszowatych (Celastraceae R. Br.). Obejmuje co najmniej 132 gatunki występujące naturalnie na całym świecie w strefie międzyzwrotnikowej.

## Systematyka
Pozycja i podział według APWeb (2001...)
Rodzaj należący do rodziny dławiszowatych (Celastraceae R. Br.), rzędu dławiszowców (Celestrales Baskerville), należącego do kladu różowych w obrębie okrytonasiennych.
Wykaz gatunków
| - Salacia alata De Wild. - Salacia alwynii Mennega - Salacia amazonica Loes. - Salacia amplectens A.C.Sm. - Salacia amplifolia Merr. ex Chun & F.C. How - Salacia amygdalina Peyr. - Salacia annettae N.Hallé - Salacia arborea (Leandro) Peyr. - Salacia aurantiaca C.Y. Wu - Salacia bangalensis Vermoesen ex R.Wilczek - Salacia baumannii R.Wilczek - Salacia baumii (Loes.) Exell & Mendonça - Salacia brasiliensis (Spreng.) G. Don - Salacia bussei Loes. - Salacia callensii R.Wilczek - Salacia caloneura A.C. Sm. - Salacia cauliflora A.C. Sm. - Salacia cerasifera Welw. ex Oliv. - Salacia chinensis L. - Salacia chlorantha Oliv. - Salacia chlorion N.Hallé - Salacia cochinchinensis Lour. - Salacia confertiflora Merr. - Salacia congolensis De Wild. & T.Durand - Salacia conraui Loes. - Salacia cordata (Miers) Mennega - Salacia cornifolia Hook.f. - Salacia coronata N.Hallé - Salacia crampeli A.Chev. - Salacia crassifolia (Mart. ex Schult.) G. Don - Salacia cuspidata A.C. Sm. - Salacia debilis (G.Don) Walp. - Salacia dentata Baker - Salacia devredii R.Wilczek - Salacia dicarpellata Loes. - Salacia dimidia N.Hallé - Salacia duckei A.C. Sm. - Salacia dusenii Loes. - Salacia eckoka Louis ex R.Wilczek - Salacia elegans Welw. ex Oliv. - Salacia elliptica (Mart.) G.Don - Salacia erecta (G.Don) Walp. - Salacia eurypetala Loes. - Salacia ferrifodina N.Hallé - Salacia fimbrisepala Loes. - Salacia gabunensis Loes. - Salacia germainii R.Wilczek - Salacia gerrardii Harv. - Salacia gigantea Loes. - Salacia glaucifolia C.Y. Wu - Salacia glomerata (Mart. ex Schult.) G. Don - Salacia grandifolia (Mart.) G. Don - Salacia hainanensis Chun & F.C. How - Salacia hispida Blakelock - Salacia howesii Hutch. & M.B. Moss - Salacia impressifolia (Miers) A.C.Sm. - Salacia induta Rizzini - Salacia insignis A.C. Sm. - Salacia ituriensis Loes. - Salacia juruana Loes. - Salacia kanukuensis A.C.Sm. - Salacia kivuensis R.Wilczek - Salacia kraussii (Harv.) Harv. - Salacia laurentii De Wild. - Salacia lebrunii R.Wilczek - Salacia lehmbachii Loes. | - Salacia leptoclada Tul. - Salacia letestui Pellegr. - Salacia letouzeyana N.Hallé - Salacia loloensis Loes. - Salacia lomensis Loes. - Salacia longipes (Oliv.) N.Hallé - Salacia lovettii N. Hallé & B. Mathew - Salacia lucida Oliv. - Salacia luebbertii Loes. - Salacia maburensis Mennega - Salacia macrantha A.C.Sm. - Salacia macrocremastra Lombardi - Salacia madagascariensis (Lam.) DC. - Salacia malabarica Gamble - Salacia mamba N.Hallé - Salacia mannii Oliv. - Salacia maudouxii R. Wilczek - Salacia mayumbensis Exell & Mendonça - Salacia mennegana Lombardi - Salacia miqueliana Loes. - Salacia mosenii A.C. Sm. - Salacia multiflora (Lam.) DC. - Salacia ndakala R.Wilczek - Salacia negrensis Lombardi - Salacia nemorosa Lombardi - Salacia nipensis Britton - Salacia nitida (Benth.) N.E.Br. - Salacia obovatilimba S.Y. Bao - Salacia oleoides Baker - Salacia oliveriana Loes. - Salacia opacifolia (J.F.Macbr.) A.C.Sm. - Salacia orientalis N. Robson - Salacia ovalifolia (Miers) J.F. Macbr. - Salacia owabiensis Hoyle - Salacia pachyphylla (Miers) Peyr. - Salacia pallescens Oliv. - Salacia panamensis Lombardi - Salacia petenensis Lundell - Salacia polysperma Hu - Salacia preussii Loes. - Salacia pynaertii De Wild. - Salacia pyriformioides Loes. - Salacia pyriformis (Sabine) Steud. - Salacia quadrangulata R.Wilczek - Salacia regeliana J.Braun & K.Schum. - Salacia rehmannii Schinz - Salacia rhodesiaca Blakelock - Salacia rivularis Louis ex R.Wilczek - Salacia senegalensis (Lam.) DC. - Salacia sessiliflora Hand.-Mazz. - Salacia solimoesensis A.C. Sm. - Salacia spectabilis A.C. Sm. - Salacia staudtiana Loes. ex Fritsch - Salacia stuhlmanniana Loes. - Salacia talbotii Baker f. - Salacia togoica Loes. - Salacia tomiensis A.Chev. - Salacia trigonocarpa Boivin ex Tul. - Salacia trinervia (Spreng.) G. Don - Salacia tuberculata Blakelock - Salacia ulei Loes. - Salacia uregaensis R.Wilczek - Salacia volubilis Loes. & Winkl. - Salacia whytei Loes. - Salacia wrightii Urb. - Salacia zenkeri Loes. |